# Canal Central
O Canal Central é um canal que existe no centro da cidade de Aveiro, Portugal, entre o Jardim do Rossio e a Praça General Humberto Delgado.
Devido à sua posição central, é um dos principais locais turísticos da cidade, partindo dele vários passeios de moliceiro.
A altura da água varia consoante as marés da Ria de Aveiro. Este canal tem ligação com o Canal das Pirâmides, a poente, e com o Canal do Cojo, a nascente.